# Ivan Rogers
Sir Mark Ivan Rogers, né en 1960, est un fonctionnaire britannique.
Il fut le représentant permanent du Royaume-Uni auprès de l'Union européenne du 4 novembre 2013 jusqu'à sa démission le 3 janvier 2017. Tim Barrow lui succède.

## Distinction
- KCMG